# Emil Rausch (Offizier)
Emil Rausch (* 8. Oktober 1877 in Gießen; † 6. September 1914 bei Nssanakang) war ein deutscher Offizier und Bezirksleiter in Kamerun.

## Leben
Rausch war ein Sohn des Realschulrektors Emil Rausch aus Gießen. Er besuchte das Gymnasium und trat 1895 als Fahnenjunker in das 5. Westfälische Infanterie-Regiment Nr. 53 ein. Noch im gleichen Jahr wurde er Fähnrich, 1896 Leutnant und schied im Januar 1902 zwecks Übertritts zur Schutztruppe für Kamerun aus der preußischen Armee aus.
Nach seinem Eintreffen im Schutzgebiet wurde Rausch zunächst Adjutant bei Hauptmann Wilhelm Langheld, dann Leiter der Station Tinto bzw. Fontemdorf. 1905 nahm er an der Manenguba-Expedition unter Kommandeur Wilhelm Mueller teil und war 1905/06 Adjutant bei der Mbo-Expedition unter Hauptmann von Krogh. Nach einem Heimaturlaub übernahm er im Mai 1908 wieder die Leitung des Bezirks, dessen Sitz unter seiner Leitung von Fontemdorf nach Dschang verlegt wurde. 1909/10 vollzog Rausch von dort aus zusammen mit fünf anderen weißen Offizieren, 80 Soldaten und zwei Maschinengewehren die brutale Unterwerfung lokaler Ortschaften der im Osten des Bezirks gelegenen Region zwischen den Flüssen Nkam und Noun (sog. „Nkam-Nün-Expedition“). Er blieb auch nach Übergang des Bezirks in Zivilverwaltung dessen Leiter und wurde hierzu zunächst zur Dienstleistung beim Gouvernement kommandiert. Nachdem er noch 1912 zum Hauptmann befördert worden war, schied er im Juni 1914 ganz aus dem Militärverband aus und wurde als Zivilbeamter in seiner bisherigen Funktion übernommen. Mit Ausbruch des Ersten Weltkrieges wurde er wieder in die Schutztruppe eingereiht und fiel bei der Rückeroberung des von den Briten besetzten Nssanakang im Bezirk Ossidinge.
Rausch hatte ganz maßgeblichen Anteil an der Erschließung und Inwertsetzung des Bezirksgebiets, durch die gewaltsame Unterwerfung der Bevölkerung, aber auch durch wirtschaftsfördernde Maßnahmen wie der Begründung der kommerziellen Viehzucht oder der Einrichtung einer landwirtschaftlichen Schule, an der in einer zweijährigen Lehrzeit überwiegend Söhne lokaler Machthaber in der zweckmäßigen Haltung des Viehs und der rationellen Bewirtschaftung ihrer Felder durch den Pflug unterrichtet wurden. Dschang verdankt seine heutige Position als politisches und ökonomisches Zentrum des Graslandes der von Emil Rausch durchgeführten Verlegung der Bezirksverwaltung, die auch unter französischer Mandatsverwaltung und nach der Unabhängigkeit Kameruns beibehalten wurde.